# غريغوريوس الرابع حداد
غريغوريوس الرابع حداد (1 تموز 1859 - 12 كانون الأول 1928)، بطريرك أنطاكية وسائر المشرق للروم الأرثوذكس منذ عام 1906 حتى عام 1928. هو ثاني بطريرك عربي يعتلي سدة الكرسي البطريركي الأنطاكي بعد تعريبه عام 1899. اشتهر غريغوريوس بموقفه من المجاعة التي ضربت بلاد الشام خلال الحرب العالمية الأولى، حين فتح أبواب المقر البطريركي في دمشق أمام المحتاجين من كل الطوائف. ساند غريغوريوس الأمير فيصل بن الحسين وبايعه ملكاً على سوريا عام 1920، كما أيّد مطلب المؤتمر السوري العام بالاستقلال ورفض الانتداب الفرنسي.

## نشأته وحياته
ولد غنطوس ابن جرجس الحداد في الأول من تموز عام 1859 في قرية عبيه قرب عاليه في متصرفية جبل لبنان في زمن الحكم العثماني. درس غنطوس في المدرسة البروتستانتية الأمريكية في عبية ثم انتقل إلى بيروت عام 1872 وانتسب إلى المدرسة الإكليريكية التي أسسها مطران بيروت للروم الأرثوذكس غفرائيل شاتيلا، حيث تخرج منها عام  1875 متقناً اللغتين العربية واليونانية، كما كان ملماً باللغتين الروسية والتركية. توجه غنطوس إلى الحياة الرهبانية عام 1877 في دير سيدة النورية بحامات متخذاً اسم غريغوريوس، وتمت سيامته شماساً عام 1879. خلال وجوده في بيروت أسس غريغوريوس جريدة الهدية عام 1883 وعمل رئيساً لتحريرها حتى عام 1888. سيم كاهناً في عام 1890، وفي العام نفسه انتدب غريغوريوس ليكون أسقفاً لطرابلس الشام. شارك غريغوريوس في الجبهة العربية الأنطاكية التي نجحت عام 1899 في انتخاب وتنصيب بطريرك عربي، عوضاً عن يوناني، على سدة الكرسي الأنطاكي الأرثوذكسي لأول مرة منذ عام 1724.

## غريغوريوس البطريرك
عقب وفاة البطريرك ملاتيوس الثاني الدوماني، انتخب غريغوريوس بطريركاً لأنطاكية وسائر المشرق للروم الأرثوذكس في السادس من آب عام 1906 وتم تنصيبه في الثالث عشر من الشهر نفسه في الكاتدرائية المريمية بدمشق. اعترف كل من بطريركي القسطنطينية والقدس اليونانيين بشرعية غريغوريوس عام 1909، وبذلك انتهت القطيعة بين هاتين الكنيستين والكنيسة الأنطاكية والتي أعقبت تعريب الكرسي الأنطاكي عام 1899. أسس غريغوريوس العديد من المدارس، أهمها مدرسة دير البلمند في شمال لبنان، كما أنشأ الكلية الأرثوذكسية في حمص عام 1910، وأطلق مجلة النعمة التي أصبحت النشرة الرسمية لبطريركية أنطاكية. كما تم في عهده انتخاب أسقف أرثوذكسي لأول مرة في كل من ريو ديجانيرو، وهو ميخائيل شحادة عام 1921، ونيويورك، هو فيتكتور يعقوب عام 1923، وذلك لخدمة الجالية الأنطاكية في بلاد الاغتراب في الأمريكيتين. في عام 1913 زار غريغوريوس الرابع سانت بطرسبرغ، عاصمة الامبراطورية الروسية، بدعوة من القيصر نيقولا الثاني لحضور احتفالات عائلة رومانوف بالمئوية الثالثة لتوليها حكم روسيا، حيث تم تقليده وسام القديس ألكسندر نيفسكي من قبل القيصر. عُرف عن غريغوريوس مساندته سكان بلاد الشام خلال المجاعة التي استفحلت في البلاد في سنوات الحرب العالمية الأولى، حيث فتح باب المقر البطريركي في الكنيسة المريمية أمام المحتاجين من كل الطوائف. خلال فترة الحرب استدان غريغوريوس أكثر من عشرين ألف ليرة ذهبية لمساعدة المتضررين من ويلات الحرب ولتأمين ثمن القمح اللازم لإطعام الجائعين. كما أنه اضطر لبيع صليب ذهبي كان قد أهداه إياه القيصر نيقولا الثاني خلال زيارته لروسيا لتغطية النفقات.

## البطريرك حداد والأمير فيصل
أعلن البطريرك غريغوريوس الرابع تأييده للأمير فيصل بن الحسين عقب تولي الأخير زمام الحكم في دمشق مع خروج القوات العثمانية من سورية في تشرين الأول عام 1918، كما أيد غريغوريوس مطالب المؤتمر السوري العام الأول بوحدة أراضي سورية، ومن ضمنها فلسطين، واستقلالها ورفض نظام الانتداب أمام لجنة كينغ كراين التي عينها الرئيس الأمريكي وودرو ويلسون للوقوف على آراء أبناء سورية وفلسطين في مستقبل بلادهم. وعند انتخاب المؤتمر السوري لفيصل ملكاً على سورية في الثامن من آذار 1920 قام غريغوريوس بمبايعته. في أعقاب هزيمة الجيش العربي أمام القوات الفرنسية في معركة ميسلون واضطرار فيصل لمغادرة دمشق قبل دخول الفرنسيين إليها كان غريغوريوس من بين الذين خرجوا لوداع الملك. شاب التوتر علاقات غريغوريوس الرابع مع سلطات الانتداب الفرنسي في سورية ولبنان بسبب مواقفه المؤيدة لفيصل والرافضة للانتداب، وقام الفرنسيون بالتضييق عليه والتحريض ضده مما دفعه للإقامة في لبنان حتى وافته المنية في الثاني عشر من كانون الأول عام 1928 .

## وفاته
شيع جثمان غريغوريوس الرابع حداد خمسون ألفاً من أهالي دمشق المسلمين والمسيحيين وأطلقت المدافع مئة طلقة تحيةً للبطريرك الراحل، فيما رافق الموكب الجنائزي مئة فارس أرسلهم فيصل، بعد أن أصبح ملكاً على العراق. وُوري غريغوريوس الرابع الثرى في المدافن البطريركية في الكاتدرائية المريمية بدمشق.